# أرمان فاليير
كليمون أرمان فاليير (بالفرنسية Clément Armand Fallières) : سياسي فرنسي.
ولد فاليير بتاريخ 6 تشرين الأول 1841 في ميزان التابعة لإقليم لو أي غارون، وتوفي في نفس المنطقة بتاريخ 22 حزيران 1931.
شغل منصب وزير عدة مرات، منها وزيراً للداخلية ووزيراً للخارجية، ثم رئيساً لمجلس الوزراء، ورئيساً لمجلس الشيوخ.انتخب رئيساً للجمهورية في 18 شباط 1906، وبقي رئيساً حتى 18 شباط 1913.